# Wereldkampioenschappen atletiek 2023 – 4 × 400 m vrouwen
De 4x400 meter vrouwen op de Wereldkampioenschappen atletiek 2023 vond plaats op 26 en 27 augustus 2023 in het Nationaal Atletiekcentrum van Boedapest.

## Records
Voorafgaand aan het toernooi waren dit het wereldrecord en het kampioenschapsrecord:
| Wereldrecord         | Tatyana Ledovskaya, Olga Nazarova, Mariya Pinigina, Olga Bryzgina | 3.15,17 | Seoul     | 1 oktober 1988   |
| Kampioenschapsrecord | Gwen Torrence, Maicel Malone, Natasha Kaiser, Jearl Miles Clark   | 3.16,71 | Stuttgart | 22 augustus 1993 |

## Resultaten

### Series
De eerste drie van elke serie kwalificeerden zich direct voor de finale (Q). Van de overige deelnemers kwalificeerden de twee tijdsnelsten (q) zich voor de finale.
| Rang | Serie | Baan | Land | Atleten                                                                                            | Tijd    | Bijz.  |
| ---- | ----- | ---- | ---- | -------------------------------------------------------------------------------------------------- | ------- | ------ |
| 1    | 1     | 8    | JAM  | Charokee Young, Nickisha Pryce, Shiann Salmon, Stacey Ann Williams                                 | 3.22,74 | Q, WL  |
| 2    | 1     | 6    | CAN  | Zoe Sherar, Aiyanna Stiverne, Kyra Constantine, Grace Konrad                                       | 3.23,29 | Q, SB  |
| 3    | 2     | 3    | GBR  | Laviai Nielsen, Amber Anning, Nicole Yeargin, Yemi Mary John                                       | 3.23,33 | Q, SB  |
| 4    | 2     | 5    | BEL  | Naomi Van den Broeck, Imke Vervaet, Hanne Claes, Helena Ponette                                    | 3.23,63 | Q, SB  |
| 5    | 1     | 3    | NED  | Eveline Saalberg, Cathelijn Peeters, Lisanne de Witte, Femke Bol                                   | 3.23,75 | Q, SB  |
| 6    | 2     | 4    | ITA  | Alice Mangione, Ayomide Folorunso, Alessandra Bonora, Giancarla Trevisan                           | 3.23,86 | Q, NR  |
| 7    | 1     | 2    | POL  | Alicja Wrona-Kutrzepa, Marika Popowicz-Drapała, Patrycja Wyciszkiewicz-Zawadzka, Natalia Kaczmarek | 3.24,05 | q, SB  |
| 8    | 2     | 6    | IRL  | Sophie Becker, Róisín Harrison, Kelly McGrory, Sharlene Mawdsley                                   | 3.26,18 | q, SB  |
| 9    | 1     | 5    | FRA  | Amandine Brossier, Louise Maraval, Sounkamba Sylla, Camille Séri                                   | 3.27,50 | qR, SB |
| 10   | 1     | 4    | GER  | Luna Thiel, Alica Schmidt, Mona Mayer, Carolina Krafzik                                            | 3.27,74 | SB     |
| 11   | 2     | 2    | HUN  | Evelin Nádházy, Bianka Kéri, Fanni Rapai, Janka Molnár                                             | 3.27,79 | NR     |
| 12   | 2     | 9    | SUI  | Gulia Senn, Julia Niederberger, Rachel Pellaud, Catia Gubelmann                                    | 3.29,07 | SB     |
| 13   | 2     | 1    | CUB  | Zurian Hechavarría, Lisneidy Veitía, Rose Mary Almanza, Roxana Gómez                               | 3.29,70 |        |
| 14   | 2     | 8    | BOT  | Lydia Jele, Oratile Nowe, Galefele Moroko, Obakeng Kamberuka                                       | 3.31,85 |        |
| 15   | 1     | 9    | ESP  | Eva Santidrián, Herminia Parra, Laura Bueno, Barbara Camblor                                       | 3.31,91 |        |
| 16   | 2     | 7    | USA  | Lynna Irby-Jackson, Rosey Effiong, Quanera Hayes, Alexis Holmes                                    | DQ      | TR24,7 |
| 16   | 1     | 7    | NGR  | Ella Onojuvwevwo, Patience Okon George, Deborah Oke, Imaobong Nse Uko                              | DQ      | TR24,6 |

### Finale
| Rang   | Baan | Land | Atleten                                                                                            | Tijd    | Bijz.  |
| ------ | ---- | ---- | -------------------------------------------------------------------------------------------------- | ------- | ------ |
| Goud   | 9    | NED  | Eveline Saalberg, Lieke Klaver, Cathelijn Peeters, Femke Bol                                       | 3.20,72 | WL, NR |
| Zilver | 8    | JAM  | Candice McLeod, Janieve Russell, Nickisha Pryce, Stacey Ann Williams                               | 3.20,88 | SB     |
| Brons  | 7    | GBR  | Laviai Nielsen, Amber Anning, Ama Pipi, Nicole Yeargin                                             | 3.21,04 | SB     |
| 4      | 5    | CAN  | Zoe Sherar, Aiyanna Stiverne, Kyra Constantine, Grace Konrad                                       | 3.22,42 | SB     |
| 5      | 6    | BEL  | Helena Ponette, Imke Vervaet, Hanne Claes, Camille Laus                                            | 3.22,84 | SB     |
| 6      | 2    | POL  | Alicja Wrona-Kutrzepa, Marika Popowicz-Drapała, Patrycja Wyciszkiewicz-Zawadzka, Natalia Kaczmarek | 3.24,93 |        |
| 7      | 4    | ITA  | Alice Mangione, Anna Polinari, Alessandra Bonora, Giancarla Trevisan                               | 3.24,98 |        |
| 8      | 3    | IRL  | Sophie Becker, Róisín Harrison, Kelly McGrory, Sharlene Mawdsley                                   | 3.27,08 |        |
| 9      | 1    | FRA  | Amandine Brossier, Louise Maraval, Marjorie Veyssiere, Camille Séri                                | 3.28,35 |        |